# Saluni
Els Saluni van ser una família de nakharark (nobles) d'Armènia amb feu hereditari a la comarca del Saluniq a l'Altzniq.